# Folsomides petiti
Folsomides petiti är en urinsektsart som först beskrevs av Delamare Deboutteville 1948.  Folsomides petiti ingår i släktet Folsomides och familjen Isotomidae. Inga underarter finns listade i Catalogue of Life.